# Kurtwood Smith

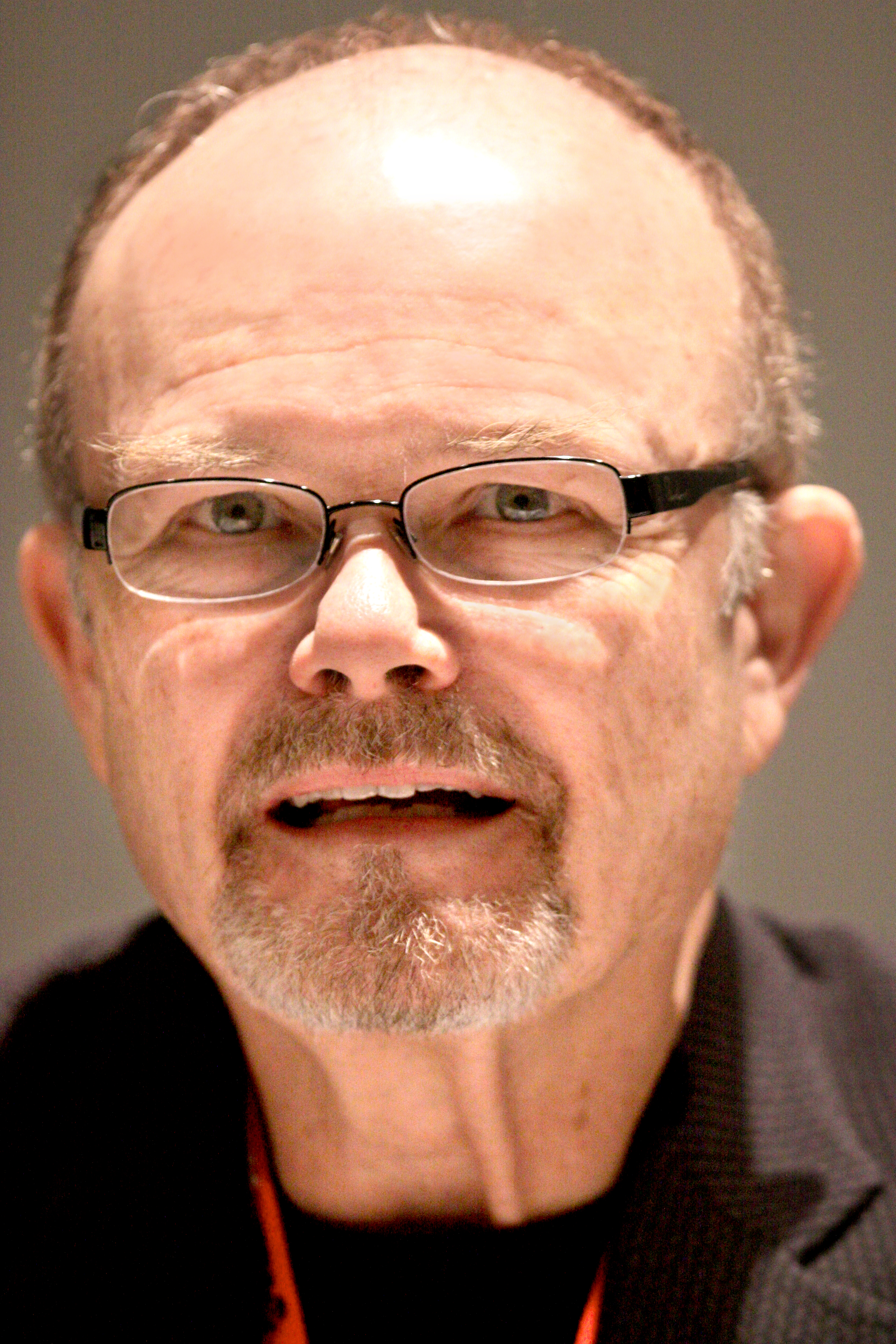
Kurtwood Smith (2010)

Kurtwood Larson Smith (* 3. Juli 1943 in New Lisbon, Juneau County, Wisconsin) ist ein US-amerikanischer Schauspieler und Synchronsprecher.

## Leben
Kurtwood Smith wurde als Sohn von Mabel Annette Lund (geborene Larson) und George Smith in New Lisbon, Wisconsin geboren, wuchs aber in Los Angeles auf. Seinen ungewöhnlichen Namen erhielt er einem Interview zufolge, da seine Mutter einen Countrysänger mit Vornamen Kurt verehrte, den sie – da der Name Kurt Smith ihr zu kurz erschien – um die Silbe „-wood“ ergänzte.
Smith studierte an den Colleges von San Mateo und San José Drama. Später bekam er ein Drama-Stipendium für das MFA-Programm von Stanford. Während der 1970er Jahre war er festes Mitglied am Theater in Los Gatos. 1979 zog er nach Los Angeles. In den 1980er Jahren gelang es Smith, sich als Film- und Seriendarsteller zu etablieren. Seine berühmtesten Rollen waren 1987 die des sadistischen Bankräubers und Crackdealers Clarence Boddicker in dem Science-Fiction-Film RoboCop sowie 1989 in Der Club der toten Dichter die Rolle des Vaters des Internatsschülers Neil Perry (Robert Sean Leonard), der mit seinem wohlmeinenden, aber autoritären Starrsinn eine Familientragödie auslöst. Hinzu kamen zahlreiche Auftritte – meist in Schurkenrollen – in verschiedenen Serien- und Filmproduktionen.
Charakteristisch für den Darsteller Smith ist, dass er in vielen seiner Rollen häufig „gegen den Typ“ besetzt wurde: So wiesen Filmkritiker in der Vergangenheit häufig darauf hin, dass der vom Aussehen her „bürgerlich-intellektuell“ wirkende Smith nicht das gängige Bild eines Filmschurken erfüllt, seine zurückhaltende, tiefgründige Spielweise in Verbindung mit seinem eher biederen Auftreten aber eine latente Bedrohlichkeit erahnen lässt. Der Regisseur Paul Verhoeven begründete die Effizienz des „Schurken Smith“ in den Audiokommentaren zu RoboCop damit, dass dieser physiognomisch – zumal wenn er eine Brille trage – unterschwellig Assoziationen an den NS-Politiker Heinrich Himmler wecke, dessen Bestialität sich ebenfalls hinter einem bourgeoisen Erscheinungsbild verborgen habe.
1998 erhielt Smith die Rolle des Familienvaters Red Forman in der erfolgreichen, bis 2006 produzierten Comedyserie Die wilden Siebziger.
Smith ist seit 1988 ein zweites Mal verheiratet. Eine frühere Ehe, aus der zwei Kinder hervorgingen, wurde 1974 geschieden. Die Tochter Laurel Garner wurde ebenfalls Schauspielerin.

## Filmografie (Auswahl)
- 1980: Roadie
- 1981: Scheidungsgrund – Mord (Murder in Texas)
- 1981: Zoot Suit
- 1982: Fäuste, Gangs und heiße Öfen – Verstärkung von der Straße (The Renegades)
- 1983: Scherben eines Mordes (Missing Pieces)
- 1983: Staying Alive
- 1983: Auf die Bäume, ihr Affen (Going Berserk)
- 1984: Das A-Team (The A-Team, Fernsehserie, Folge 2x15 The Battle of Bel Air)
- 1984: Flashpoint – Die Grenzwölfe (Flashpoint)
- 1985: Tödliche Botschaft (Deadly Messages)
- 1985: International Airport
- 1985: Creeps – Eine unheimliche Geisterstunde (The Midnight Hour)
- 1986: Stingray (Fernsehserie, 1 Folge)
- 1986: Fackeln im Sturm II (North and South, Book II)
- 1987: 21 Jump Street – Tatort Klassenzimmer (21 Jump Street, Fernsehserie, 2 Folgen)
- 1987: Delos – Das größte Abenteuer ihres Lebens (The Delos Adventure)
- 1987: RoboCop
- 1988: Zwei Trottel in Hollywood (Two Idiots in Hollywood)
- 1988: Rambo III
- 1988: Homesick (Kurzfilm)
- 1989: Das dreckige Spiel (True Believer)
- 1989: Der Club der toten Dichter (Dead Poets Society)
- 1989: Brennender Hass (Heart of Dixie)
- 1990: Ein verrückt genialer Coup (Quick Change)
- 1990: 12:01 PM (Kurzfilm)
- 1991: Oscar – Vom Regen in die Traufe (Oscar)
- 1991: Star Trek VI: Das unentdeckte Land (Star Trek VI: The Undiscovered Country)
- 1991: Company Business
- 1991: Schatten und Nebel (Shadows and Fog)
- 1992: Fortress – Die Festung (Fortress)
- 1993: Die 4. Dimension (Doorways)
- 1993: Das Biest (The Crush)
- 1993: 4 himmlische Freunde (Heart and Souls)
- 1993: Boxing Helena
- 1994: Blut an ihren Händen (While Justice Sleeps)
- 1995: To Die For
- 1995: Alarmstufe: Rot 2 (Under Siege 2: Dark Territory)
- 1995: Das Tal der letzten Krieger (Last of the Dogmen)
- 1996: Akte X – Die unheimlichen Fälle des FBI (The X-Files, Fernsehserie, Folge 3x14 Grotesque)
- 1996: Baby Business (Citizen Ruth)
- 1996: Operation: Broken Arrow (Broken Arrow)
- 1996: Die Jury (A Time to Kill)
- 1996: Star Trek: Deep Space Nine (Fernsehserie, Folge 5x08 Things Past)
- 1997: Steve Prefontaine – Der Langstreckenläufer (Prefontaine)
- 1997: Star Trek: Raumschiff Voyager (Star Trek: Voyager, Fernsehserie, Folge 4x08–4x09)
- 1998: Die Glorreichen Sieben (The Magnificient Seven, Fernsehserie, Folge 1x01 Ghosts of the Confederacy)
- 1998: Shelter – Pakt mit dem Feind (Shelter)
- 1998: Safety Patrol! – Mit Sicherheit ins Chaos (Safety Patrol)
- 1998: Deep Impact
- 1998: A Bright Shining Lie – Die Hölle Vietnams (A Bright Shining Lie, Fernsehfilm)
- 1998–2006: Die wilden Siebziger (That ’70s Show, Fernsehserie, alle Folgen)
- 1999: Hinterm Mond gleich links (3rd Rock from the Sun, Fernsehserie, Folge 4x11 Dick Solomon of the Indiana Solomons)
- 1999: Durchgeknallt (Girl, Interrupted)
- 2004: Hard Scrambled
- 2004: Trespassing
- 2004: Malcolm mittendrin (Malcolm in the Middle, Fernsehserie, Folge 5x09 Dirty Magazine)
- 2005: The Trouble with Dee Dee
- 2007: Dr. House (House, Fernsehserie, Folge 3x15 Half-Wit)
- 2007: Psych (Fernsehserie, Folge 1x09 Forget Me Not)
- 2007: Entry Level
- 2007/2009: Medium – Nichts bleibt verborgen  (Fernsehserie, 3 Folgen)
- 2008–2009: Worst Week (Fernsehserie, 16 Folgen)
- 2009: 24 (Fernsehserie, 7 Folgen)
- 2009: All in the Bunker (Kurzfilm)
- 2011: Willkommen in Cedar Rapids (Cedar Rapids)
- 2012: Women’s Health Experts Speak Out (Kurzfilm)
- 2012: Men in a Box (Kurzfilm)
- 2012: Hitchcock
- 2013: Turbo – Kleine Schnecke, großer Traum (Turbo, Stimme)
- 2013: Beware the Batman (Fernsehserie, 6 Folgen)
- 2014–2015: Resurrection (Fernsehserie, 21 Folgen)
- 2015–2018: Patriot (Fernsehserie, 18 Folgen)
- 2016: Marvel’s Agent Carter (Fernsehserie, 7 Folgen)
- 2017: El Camino Christmas
- 2017–2019: The Ranch (Fernsehserie, 6 Folgen)
- 2019: Future Man (Streamingserie, 1 Folge)
- 2019: Suits (Fernsehserie, Folge 9x07)
- 2022: Firestarter
- 2023–2024: Die wilden Neunziger (That '90s Show, Fernsehserie, 26 Folgen)

## Auszeichnungen
- 2006: Garden State Film Festival – Independent Spirit Award
- 1999: Nominiert von der Online Film & Television Association für OFTA Television Award Best Actor in a New Comedy Series für die That ’70s Show